# Мартынов, Иван Алексеевич

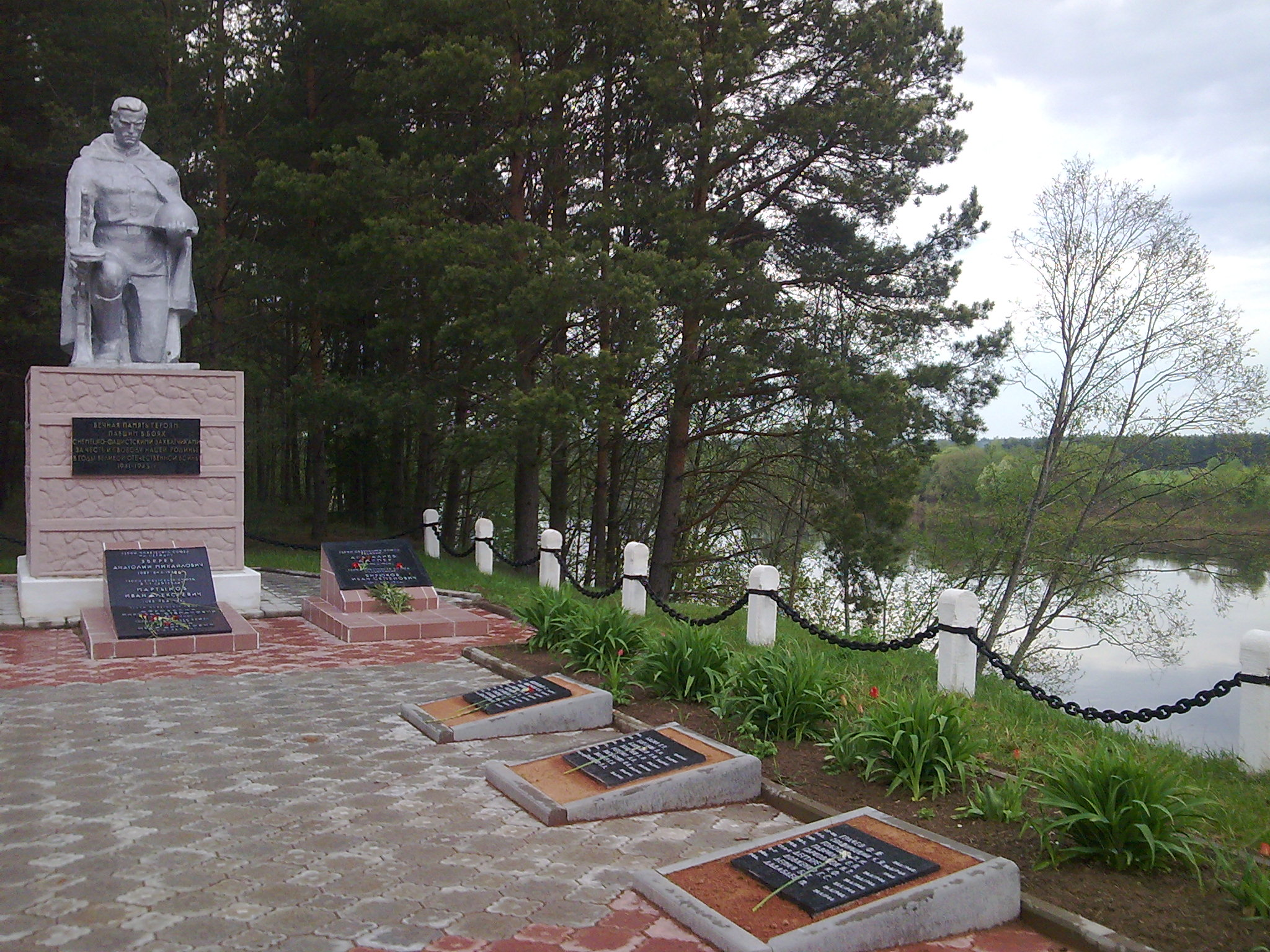
Мемориальный комплекс в Узречье, где похоронен И. А. Мартынов

Иван Алексеевич Мартынов (1923—1944) — гвардии старший лейтенант Рабоче-крестьянской Красной армии, участник Великой Отечественной войны, Герой Советского Союза (1944).

## Биография
Иван Мартынов родился 19 сентября 1923 года в селе Никольско-Сергиевское (ныне — Николо-Сергеевка Мордовского района Тамбовской области). Рано остался без родителей, воспитывался тётей. После окончания восьми классов школы и курсов трактористов работал в колхозе. В августе 1942 года Мартынов был призван на службу в Рабоче-крестьянскую Красную Армию. В 1943 году он окончил пулемётно-миномётное училище. С сентября того же года — на фронтах Великой Отечественной войны. В боях два раза был ранен.
К июню 1944 года гвардии старший лейтенант Иван Мартынов командовал взводом 199-го гвардейского стрелкового полка 67-й гвардейской стрелковой дивизии 6-й гвардейской армии 1-го Прибалтийского фронта. Отличился во время освобождения Белорусской ССР. 23 июня 1944 года в бою Мартынов заменил собой убитого командира роты. 24 июня под его руководством рота переправилась через Западную Двину в районе деревни Дворище Бешенковичского района Витебской области Белорусской ССР и приняла активное участие в боях за захват и удержание плацдарма на её западном берегу. Мартынов несколько раз поднимал роту в атаку. В тех боях Мартынов погиб. 
Первоначально был похоронен на месте боёв, после войны перезахоронен в братской могиле в деревне Узречье Бешенковичского района.

## Награды и звания
Указом Президиума Верховного Совета СССР от 22 июля 1944 года за «образцовое выполнение заданий командования на фронте борьбы с немецкими захватчиками и проявленные при этом отвагу и геройство» гвардии старший лейтенант Иван Мартынов посмертно был удостоен высокого звания Героя Советского Союза. Также был награждён орденами Ленина, Отечественной войны II степени, Красной Звезды.

## Память
- Похоронен в деревне Узречье Улльского сельсовета Бешенковичского района Витебской области Беларуси.